# Chiesa di San Giuseppe (Brescia)
La chiesa di San Giuseppe è una chiesa di Brescia, situata in vicolo San Giuseppe, a nord di piazza della Loggia.

## Storia
Il 22 febbraio 1515 gli osservanti minori francescani acquisirono due case nel cuore artigianale e commerciale di Brescia, la Curia dei Fabii. Questa era in parte occupata da case degradate, orti, sedimenti, ospizi, nonché dal postribolo pubblico. Brescia e Venezia avevano da tempo avviato l'opera di ristrutturazione abbellimento e risanamento del tessuto urbano: questa vedeva la sua massima espressione nell'apertura della vicina piazza Grande e nella costruzione dei monumentali edifici che la circondavano. La collaborazione con l'ordine degli Osservanti ed il loro insediamento nella Curia dei Fabii avrebbe favorito l'organizzazione e la normalizzazione della vita sociale e l'allontanamento della prostituzione e delle attività illecite dal centro della città. Contavano inoltre di usufruire della tradizionale predicazione dell'Ordine contro l'usura, piaga contro la quale il Comune aveva istituito fin dal 1490 il Monte di Pietà.
Nel 1516, Venezia impose a Brescia un drastico intervento urbanistico, la Spianata, ossia l'abbattimento degli edifici intorno alle mura per un raggio di un chilometro e mezzo. Questo intervento, che per ragioni di strategia militare, avrebbe poi caratterizzato tutte le città veneziane di terraferma, interessava anche i conventi di San Rocco e di San Bernardino, nonché il complesso di Sant'Apollonio, primo convento a Brescia degli Osservanti. I frati minori vennero in seguito risarciti da Venezia per gli edifici sacrificati alla Spianata e si ritrovarono così con una notevole liquidità finanziaria. Questo permise loro di erigere ex novo sia la chiesa che il convento di San Giuseppe e di creare nel centro della città una struttura aggregante da contrapporre ai conventi di San Francesco.
Gli altri ordini religiosi, interessati dallo stesso provvedimento, dovettero invece occupare strutture culturali già esistenti sul territorio urbano. Il monumentale complesso di San Giuseppe avrebbe successivamente rivestito un ruolo di prim'ordine nella vita religiosa, culturale e sociale della città di Brescia.
I lavori del tempio iniziarono nel 1519 (la prima pietra venne posata dal canonico Mattia Ugoni, futuro vescovo di Famagosta) e nei due anni successivi si raggiunse il tetto. Tra il 1531 ed il 1534 venne costruita la sagrestia e si mise mano al chiostro. Entro la fine del 1534 presero il via anche i lavori per la parte superiore dell'edificio destinato al noviziato e possiamo indicare il 1541 come data entro cui il grosso del lavoro poteva dirsi concluso.
nel 1557 si diede il via ai rogiti d'acquisto di case e cortili: è questo l'atto preliminare alla realizzazione del terzo chiostro, terminata nel 1610.
Nel 1757, viene costruita una grande biblioteca nel corpo trasversale tra il primo e il secondo chiostro.
Nel 1797, il Governo della costituita Repubblica Cisalpina decretò la soppressione di tutte le corporazioni, discipline, confraternite e solo alcune chiese parrocchiali ottennero il permesso di restare aperte: il complesso di San Giuseppe corse il rischio di essere chiuso, ma poté continuare l'officiatura perché molto frequentato. Nel 1810, l'Ordine dei minori fu abolito ed il complesso venne incorporato dal demanio: la chiesa rimase aperta al culto.
Dopo la costituzione del Regno d'Italia, nel 1864, il Ministero di Grazia e Giustizia, con il benestare dei sindaci e dei prefetti di molte città italiane, presentò alla Camera un “Progetto di legge relativo alla soppressione di corporazioni religiose”: la legge fu promulgata nel 1866 e San Giuseppe fu inserito nell'elenco delle soppressioni.
Nel 1896, dopo una complicata lite giudiziaria tra L'Intendenza di finanza di Brescia e la diocesi, la chiesa di San Giuseppe, di proprietà del demanio, tornò a essere a disposizione del culto.
Solo nel 1973 il terzo chiostro venne acquistato dalla diocesi, con il vincolo di destinazione a Museo diocesano. Ancora presente nell'ex monastero trova sede il Museo diocesano di Brescia.

## Architettura

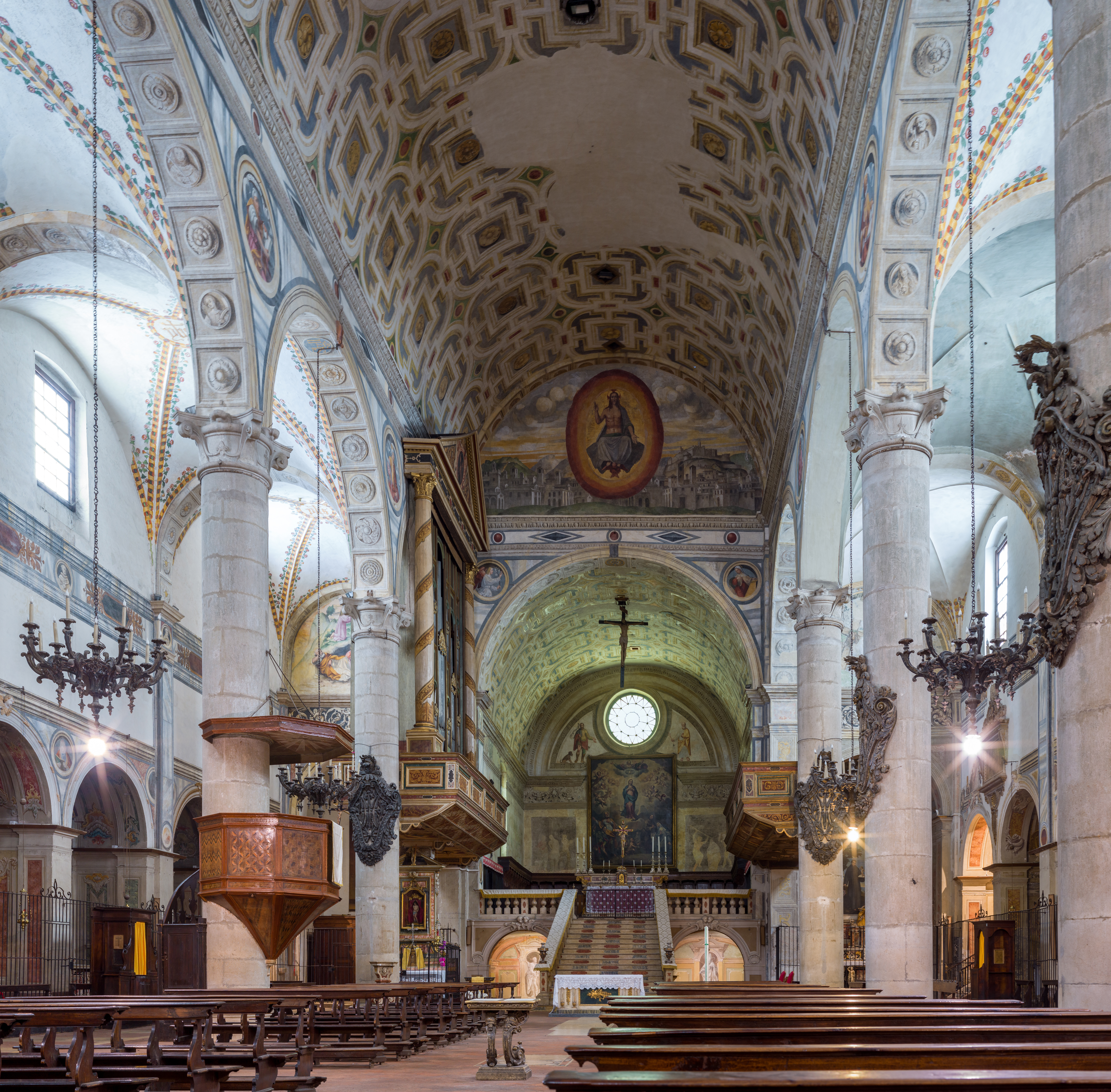
La navata principale

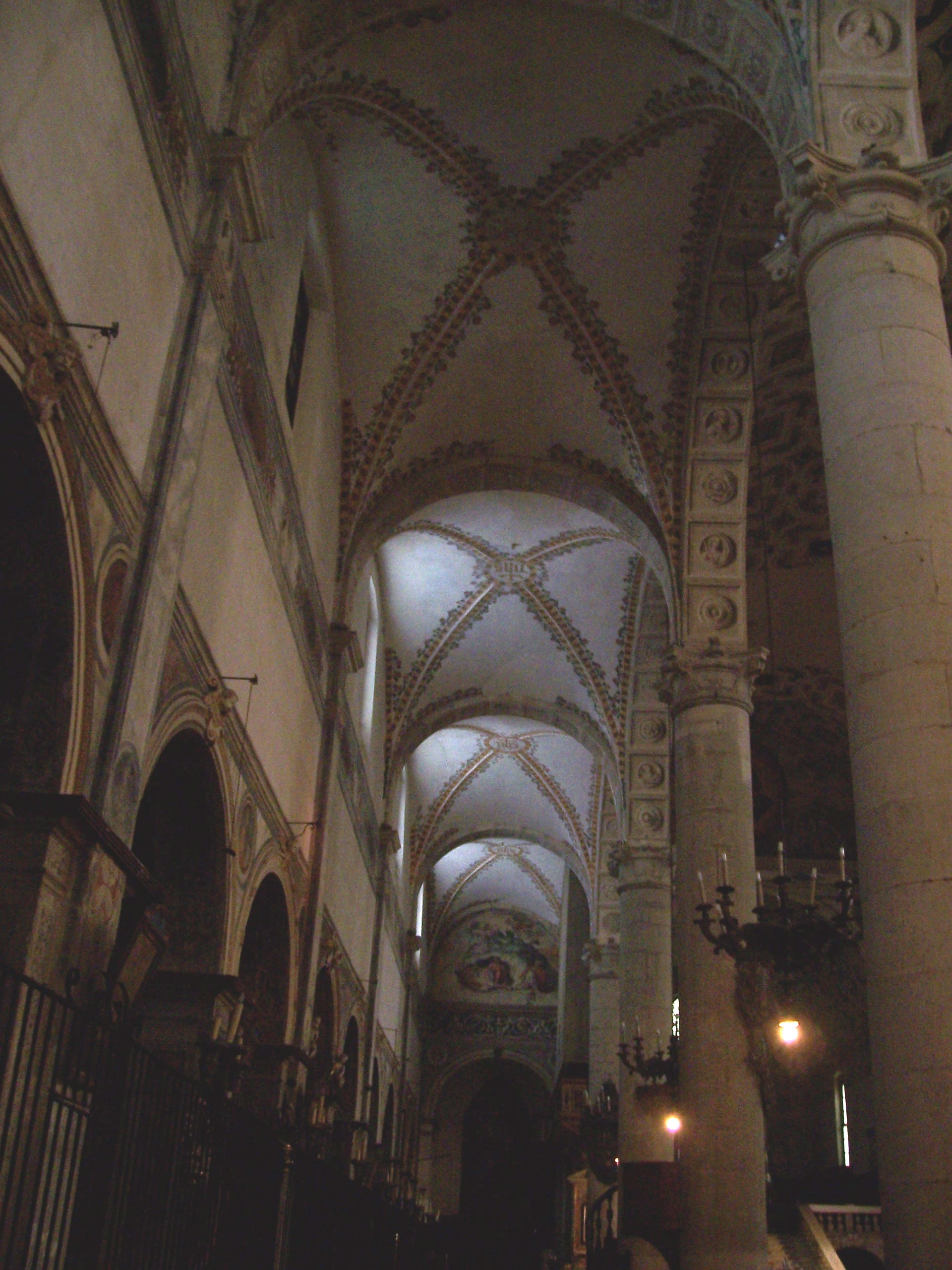
La navata sinistra

La facciata, costituisce un rarissimo esempio di conservazione di spazi urbanistici originali rinascimentali in quanto è molto costretta fra le alte case del quartiere medievale e poco visibile nella sua interezza (come in origine quelle del duomo di Milano e di San Pietro a Roma prima della costruzione del colonnato berniniano), è coronata da tre pinnacoli in cotto cinquecenteschi (visibili da piazza della Loggia) di ispirazione gotica. Il portale, della stessa epoca, è opera di Stefano Lamberti.
L'interno si articola su un impianto longitudinale, senza transetto, a tre navate, simile alla chiesa di Santa Maria del Carmine. La navata centrale, molto alta, è coperta da una volta a botte decorata da un continuo motivo geometrico a riquadri in stile prettamente rinascimentale, così come lo è il rimanente impianto decorativo della chiesa. Nelle navate laterali, invece, la copertura è ancora affidata alle gotiche volte a crociera, addirittura con i costoloni e la chiave ben sottolineati attraverso una differente colorazione, segno dunque del forte tradizionalismo delle maestranze e della difficoltà a recepire le nuove tecniche costruttive già ormai radicate in altri luoghi, come in Italia centrale e a Milano.
Le due navate laterali, inoltre, sono di larghezza inferiore alla centrale e sono delimitate da una fitta serie di cappelle laterali dedicate a svariati santi, mentre diverse hanno funzione di sepolcro. L'abside, che poggia sopra una cripta ben visibile dalle navate, è fortemente rialzata, tanto che per accedervi è necessario salire per una vera e propria scalinata. Ciò e dovuto al fatto che il progetto della chiesa, molto esteso, avrebbe compreso anche l'occupazione di un vicolo privato proprio nella zona dell'abside. Il proprietario del vicolo, un nobile, a quanto pare non avrebbe dato il permesso di costruirgli sopra e quindi, pur di non modificare il progetto, l'abside fu rialzata e la cripta sottostante accorciata in modo da scavalcare la stradina e permettere il passaggio su di essa attraverso una piccola galleria al di sotto della chiesa. Ciò non è più evidente, visto che il vicolo in questione non esiste più, ma la chiesa possiede ancora la stessa conformazione: abside molto rialzata e cripta sottostante visibilmente più corta rispetto a esso.

## Opere

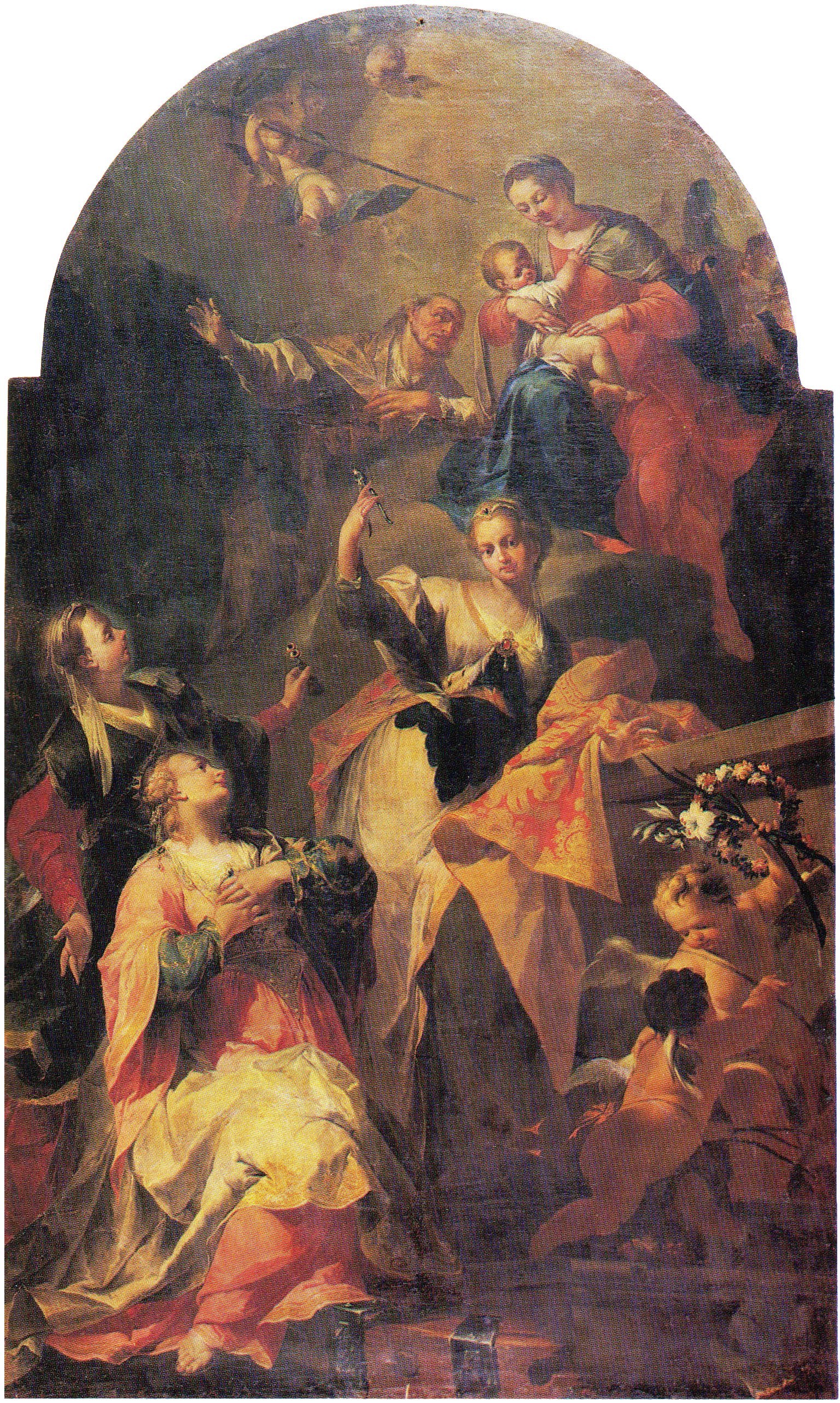
Pietro Scalvini, Pala di sant'Apollonia, 1761
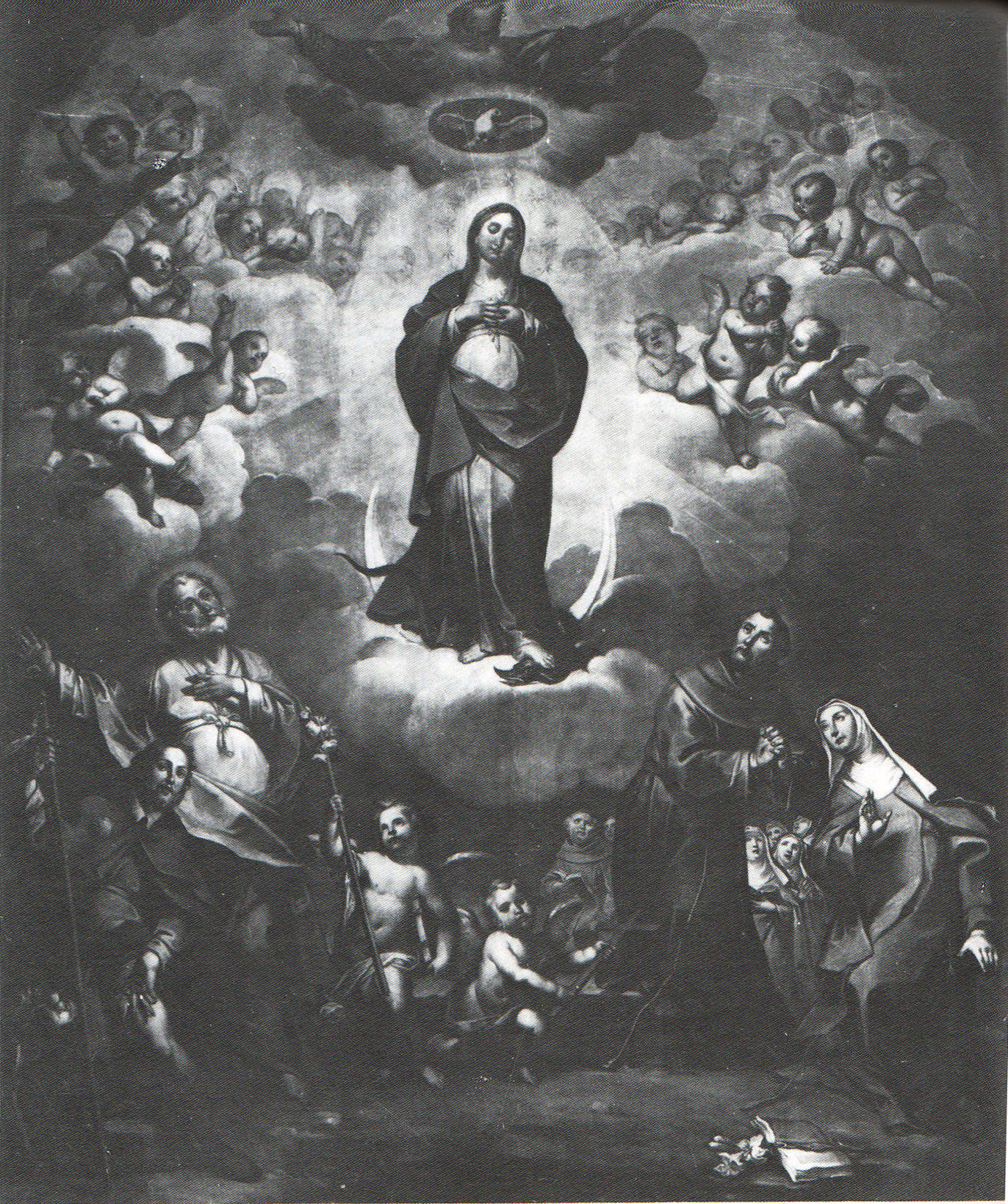
Giovanni Antonio Cappello, Pala di San Giuseppe, 1719
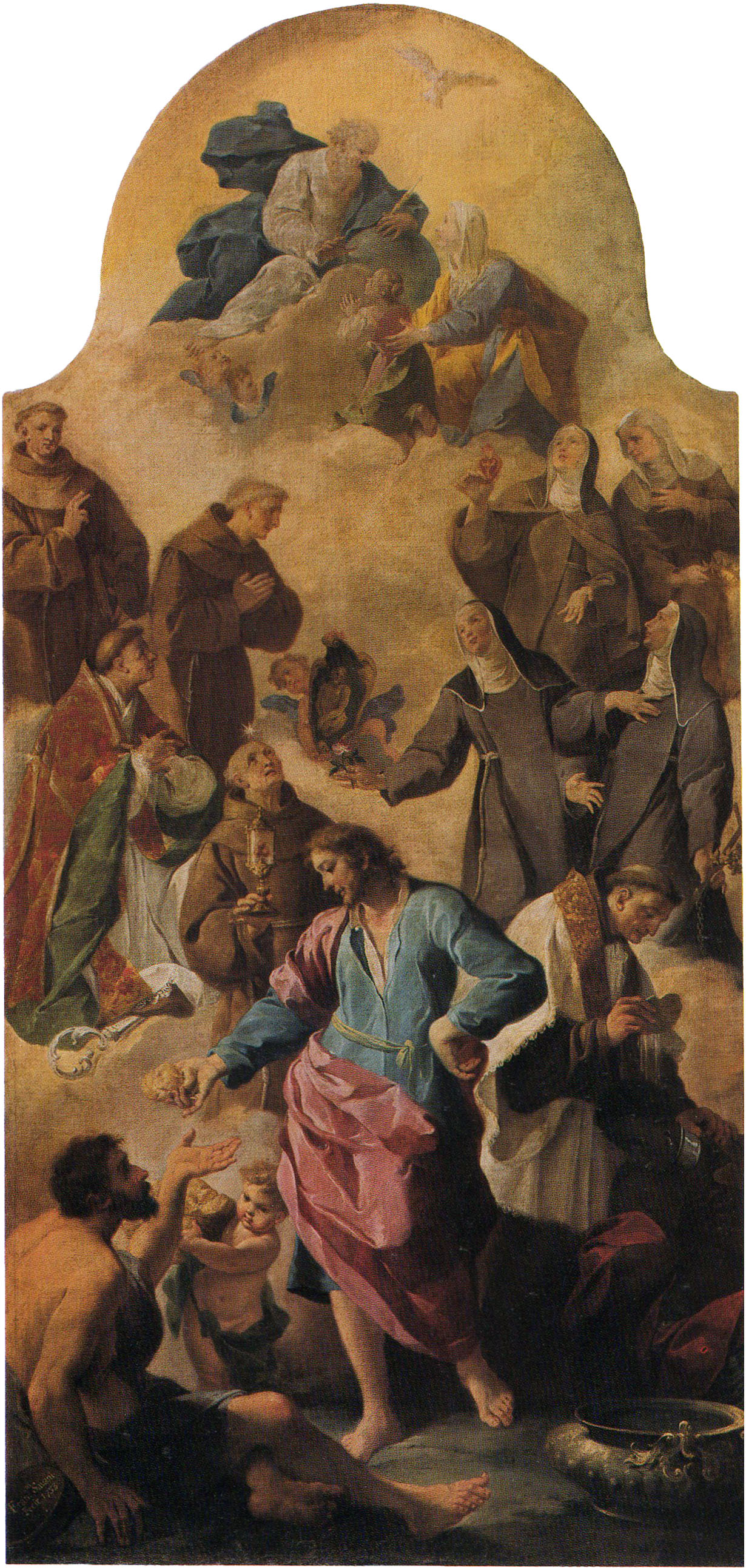
Francesco Savanni, Pala dei Fornai, 1753

Il patrimonio pittorico della chiesa costituisce una carrellata dell'arte bresciana dal Cinquecento al Settecento. Le numerose cappelle ospitano una vasta quantità di tele, alle quali si accompagnano affreschi parietali, stucchi e altri inserti decorativi, frutto di una stratificazione secolare. Alle pareti delle navate laterali sono appese le quattordici stazioni della Via Crucis di San Giuseppe, eseguita nel 1713 da Giovanni Antonio Cappello.
Le cappelle della navata destra, dall'ingresso in avanti, sono:
- Cappella di san Lucio: è la cappella patronale dei casari e dei salumieri. La tela è la  Carità di San Lucio di Francesco Paglia, mentre l'altare, in marmi multicolori, risale al 1717.
- Cappella della Madonna Addolorata: fatta erigere dal nobile Pietro Cazzago, presenta una decorazione a stucco variopinto lungo l'arcata, mentre all'interno, tra due colonne di marmo rosa, si trova una Madonna addolorata ad affresco. Il dipinto proviene dalla parete del corridoio sottostante la biblioteca. Fino al 1868 qui era collocata una Pietà del Romanino poi trasferita nella Pinacoteca Tosio Martinengo.
- Cappella dei santi Giacomo, Ludovico e Gottardo: la cappella, patronale dei tagliapietre, presenta un intero ciclo di affreschi di Floriano Ferramola. Sulla parete a sinistra si riconosce San Giovanni da Capestrano e San Bernardino da Siena a destra, mentre i tre santi titolari sono affrescati sulla parete di fondo. La conservazione integrale del ciclo è dovuta al fatto che fu coperto nel 1716 dai Quattro santi coronati di Pietro Avogadro, conservato al Museo diocesano di Brescia.
- Cappella della Madonna di Pompei: ospita una tela con la Madonna di Pompei di Roberto Galperti, databile alla seconda metà del XIX secolo.
- Cappella di sant'Apollonia: ospita la Pala di sant'Apollonia di Pietro Scalvini (1761).
- Cappella dei santi Domenico e Francesco: ospita una tela seicentesca di autore incerto con l'Incontro tra san Domenico e san Francesco. L'altare marmoreo, dalle linee molto semplici, è anch'esso seicentesco.
- Cappella di San Martino de Porres: è la cappella patronale dei barbieri e dei parrucchieri, intitolata dopo la canonizzazione del santo da parte di Paolo VI nel 1966. Sul lato destro vi è una tela che lo ritrae di Mario Pescatori (1905), mentre la pala centrale sopra l'altare settecentesco, è un San Diego attribuito a Orazio Pilati.
- Cappella dei martiri francescani del Giappone: l'altare è dedicato, a partire dal 1628, alla venerazione dei francescani deceduti come martiri durante la predicazione Giappone, raffigurati nella pala di Camillo Rama.
- Cappella dei santi Crispino e Crispiniano: è la cappella patronale dei calzolai e dei pellettieri, raffiguranti nel Martirio dei santi Crispino e Crispiniano di Pietro Avogadro, commissionata nel 1706 e ritenuta il suo capolavoro. Il paliotto, molto semplice ed elegante, è del Settecento.
- Cappella Avogadro: cappella gentilizia degli Avogadro dal 1531, ne rimane memoria nel monumento funebre di Matteo Avogadro che campeggia sopra l'arcata, databile al 1547, anno della sua morte. All'altare si trovava la Pala Avogadro del Romanino, trasportata nel 1868 nella Pinacoteca Tosio Martinengo. L'altare della cappella è stato rimosso nel 1954 per aprire una porta d'accesso laterale alla chiesa ed è andato perduto.
- Cappella dei santi Antonio da Padova e Antonio Abate: collocata in testa alla navata, ospita una tela raffigurante i santi titolati attribuita a Palma il Giovane. Pregevole è anche l'altare, datato 1630. L'alzata per le candele è un lavoro di grande maestria tecnica, attribuibile alla bottega dei Corbarelli. Al di sopra si eleva una piccola tribuna con quattro colonnine slanciate e tre piccole nicchie in marmo nero, entro le quali è dipinta a olio una Annunciazione. Davanti all'altare si trova la tomba del vescovo Mattia Ugoni, cui un tempo era dedicata la cappella.

La cripta, intitolata a san Rocco, fu ricavata in seguito alla costruzione del passaggio fra il terzo chiostro e la chiesa. La copertura è bassa, definita da tre arcate, con la navata centrale sostenuta da due colonne. Sui capitelli, di reimpiego, sono applicati gli stemmi gentilizi del vescovo Giovanni Ducco. La cripta è stata completamente affrescata da Sante Cattaneo alla fine del Settecento con affreschi raffiguranti i santi Rocco e Ursicino, compatroni della chiesa. Le decorazioni del soffitto sono invece di Pietro Melchiorre Ferrari, che aveva già eseguito lavori a Brescia, mentre le testine d'angelo e i putti in stucco sulle arcate sono opera della bottega dei Calegari. Sotto la mensa dell'altare, molto semplice, si trova un paliotto rococò in marmo di Botticino datato 1778, entro il quale si conservano le reliquie di sant'Ursicino.
All'altare maggiore campeggia la monumentale Pala di San Giuseppe di Giovanni Antonio Cappello, del 1719. Gli stalli del coro, pregevole opera alla certosina di Clemente Zamara, provengono dalla distrutta chiesa di San Rocco sui Ronchi, per la quale furono eseguiti nel 1500.
Sulla navata sinistra, appoggiato alla penultima colonna, si trova un'edicola con un Ecce Homo in legno, opera manieristica come il paliotto secentesco di pietre nere, bianche e rosse. Le cappelle della navata, dall'altare verso l'ingresso, sono:
- Cappella del Crocifisso: all'altare presenta un grande crocefisso ligneo, mentre sulla parete destra si trova raffigurato il Beato Francesco d'Aragona, protettore degli studenti. L'alzata per le candele, di epoca neoclassica, è in argento lavorato su fondo di raso rosso.
- Cappella dei santi Francesco e Fermo: la pala è una Madonna col Bambino tra i santi Francesco e Fermo di Oietri degli Orazi ed è databile alla seconda metà del Settecento.
- Cappella dell'Incoronazione di Maria: la pala è una Incoronazione della Vergine con i Santi Stefano e Lorenzo, opera di Antonio Gandino. La cornice lignea dorata è l'originale, di linea elegante e ornata con colonne tortili. L'altare ha un paliotto manieristico eseguito tra la fine del Cinquecento e l'inizio del Seicento.
- Cappella del santo Nome di Gesù: la tela che sormonta l'altare è il Trigramma di Gesù tra i santi Giovanni da Capestrano e Bernardino da Siena, opera di Francesco Bernardi della prima metà del Seicento. L'altare, della stessa epoca, presenta un rifacimento neoclassico nell'alzata delle candele.
- Cappella delle sante Caterina da Bologna e Margherita da Cortona: la cappella ospita un Gesù tra le sante Caterina da Bologna e Margherita da Cortona di Ferdinando del Cairo. Seicentesco è il pregevole altare in marmi policromi.
- Cappella di san Giuseppe: la cappella patronale dei falegnami e degli artigiani in genere ospita una tela del 1580 di Luca Mombello con la Madonna col Bambino tra i santi Sebastiano, Rocco e Giuseppe. La cappella fu investita, nel Cinquecento, ai nobili Ganassoni.
- Cappella dei Santi Pietro Regalato e Pietro d'Alcantara: la pala della cappella raffigura i Santi Pietro Regalato e Pietro d'Alcantara ed è opera di Pietro Scalvini.
- Cappella di san Carlo Borromeo: è la cappella patronale dei fruttaroli. La tela del 1751 con i Santi Carlo Borromeo, Michele Arcangelo e Gaetano è di Antonio Dusi. Alle pareti vi sono altri affreschi databili al Settecento.
- Cappella di san Guglielmo: è la cappella patronale dei fornai. All'altare si trova la Pala dei Fornai di Francesco Savanni (1753). Il paliotto dell'altare, di gusto manieristico, è della fine del Cinquecento mentre gli stucchi attorno alla pala sono settecenteschi. Di fronte a questo altare si trova la lapide tombale di Costanzo Antegnati.
- Cappella di sant'Omobono: è la cappella patronale dei sarti. All'altare vi è la tela che lo raffigura, opera di Giacomo Zanetti del 1737. La cappella fu eretta nel 1530 ed era originariamente dedicata a san Francesco. L'altare risale agli anni 1950, quando fu realizzato traducendo in marmo il precedente altare ligneo settecentesco.

La chiesa ospita i sepolcri di molte personalità in campo musicale nella storia della città: Costanzo Antegnati, importante componente dell'antichissima famiglia di organari bresciani (all'inizio della navata sinistra), Gasparo da Salò, che fra i primi realizzò e mise a punto il violino (il luogo di sepoltura non è noto), Benedetto Marcello, grande esponente della musica barocca italiana (sepolto al centro in fondo alla navata centrale, subito prima dei grandini che salgono all'altare) e altri.
Gli affreschi delle pareti del chiostro minore nord rappresentano tutti i monasteri e i conventi presenti al tempo in territorio bresciano, vere e proprie fotografie di importanza fondamentale per ricostruire la storia di questi edifici, altrimenti molto difficile da recuperare a causa delle modifiche e delle demolizioni subite nei secoli. Il chiostro minore a sud presenta invece affreschi con scenette corredate da didascalie che illustrano exempla di peccati puniti e azioni virtuose. Il campanile, visibile lungo il fianco della chiesa in via Gasparo da Salò, è opera dei primi del Seicento di Pier Maria Bagnadore, autore, fra le altre cose, del nuovo Monte di Pietà in piazza della Loggia.
Nei locali del convento dismesso è ospitato il Museo diocesano d'arte sacra, che conserva dipinti e suppellettili liturgiche e arredi sacri provenienti da un ampio periodo storico, dal XV al XIX secolo, affidate o recuperate da chiese della diocesi di Brescia.

### Opere già in San Giuseppe
- Romanino, Pala Avogadro, 1548-50, Pinacoteca Tosio Martinengo.
- Romanino, Pietà, Pinacoteca Tosio Martinengo.
- Romanino, Natività, Pinacoteca Tosio Martiengo
- Moretto, Pala Luzzago, 1542, cPinacoteca Tosio Martinengo.
- Moretto, Pentecoste, 1543-44, Pinacoteca Tosio Martinengo.
- Pietro Avogadro, I quattro santi coronati, 1716, Museo Diocesano di Brescia

## L'organo
Il grande organo è opera del 1581 di Graziadio Antegnati, aiutato dal figlio Costanzo Antegnati, come testimoniato dalla firma congiunta apposta dentro la canna maggiore, esponente di spicco di una famiglia che, per generazioni, si dedicò alla realizzazione degli organi tra i più antichi del mondo, lavorando soprattutto a Brescia, ma anche a Milano, Bergamo, Mantova e altre numerose città del nord Italia. Nel corso dell'Ottocento e del secolo successivo, l'organo è stato varie volte modificato, prima da Zaccaria Respini, che nel 1804, fra le altre cose, aggiunge i Contrabbassi al pedale, poi De Lorenzi che nel 1857 innalzò il corista di oltre un semitono, poi da Porro, che, nel 1902, modifica ulteriormente la disposizione fonica dell'organo togliendo e aggiungendo nuovi registri. Lo strumento è stato restaurato e ripristinato nel 1955 da Armando Maccarinelli ed è costituito da un'unica tastiera e da una pedaliera retta costantemente unita alla tastiera.

## Galleria d'immagini

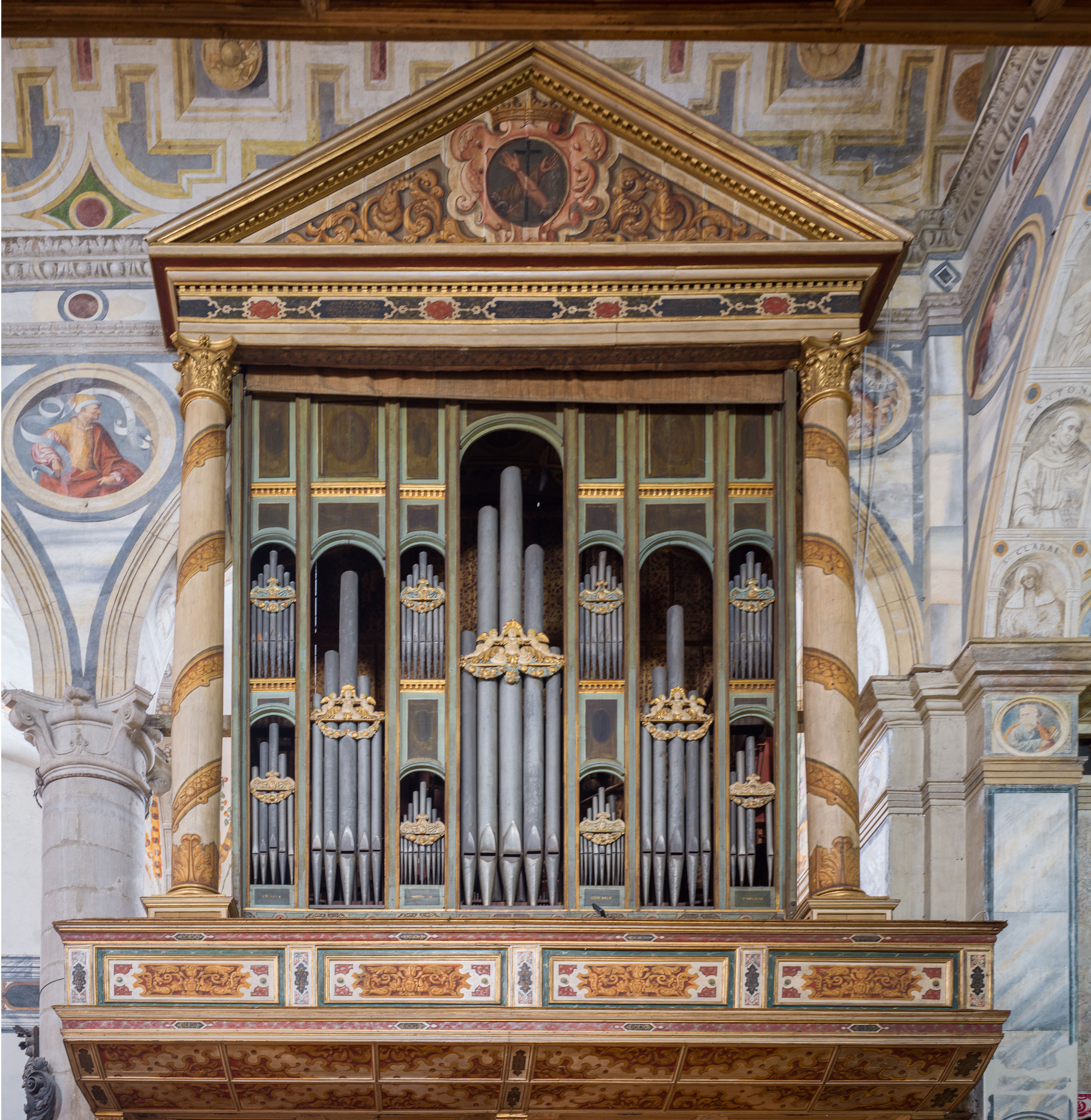
L'organo Antegnati
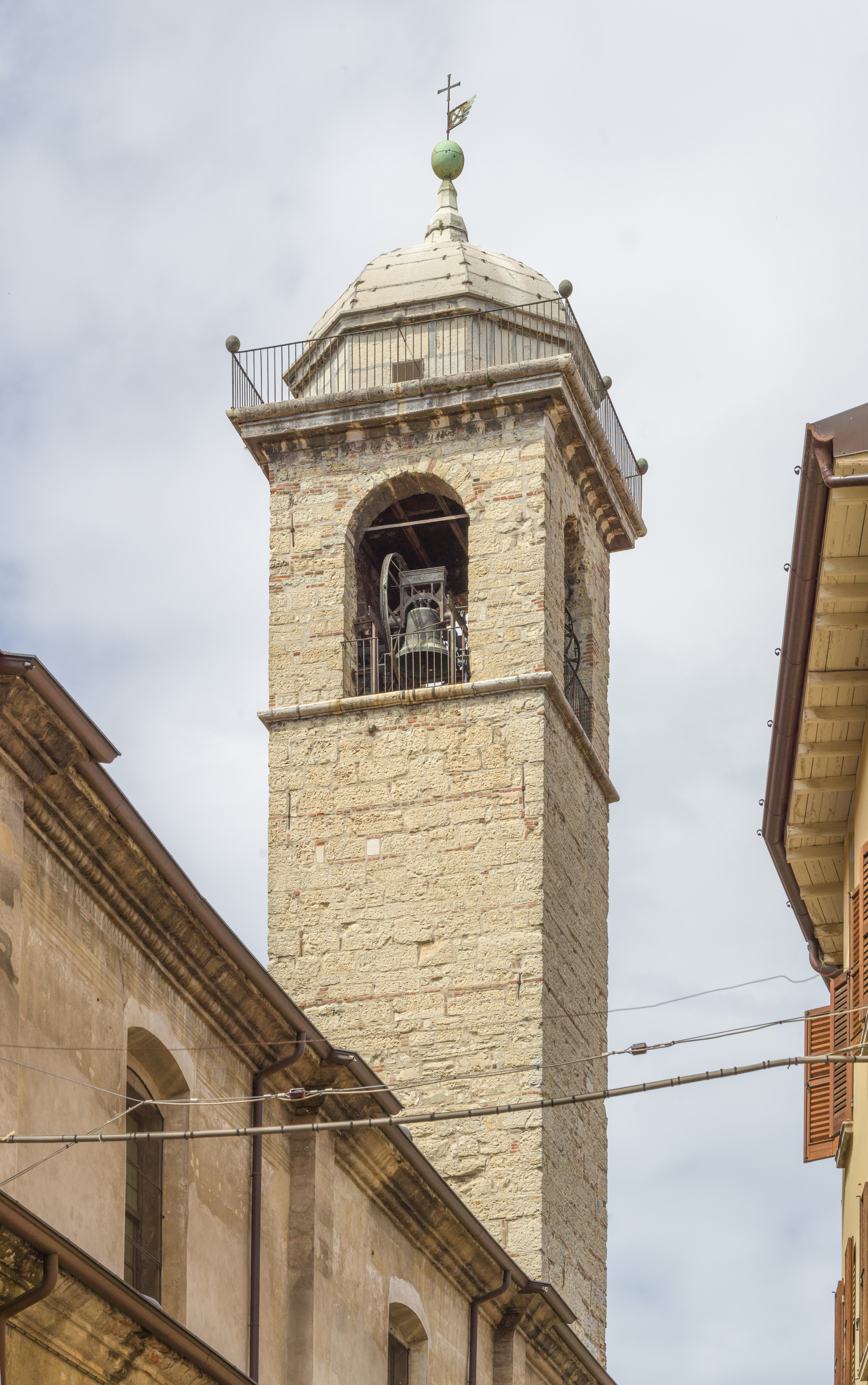
Il campanile del Bagnadore
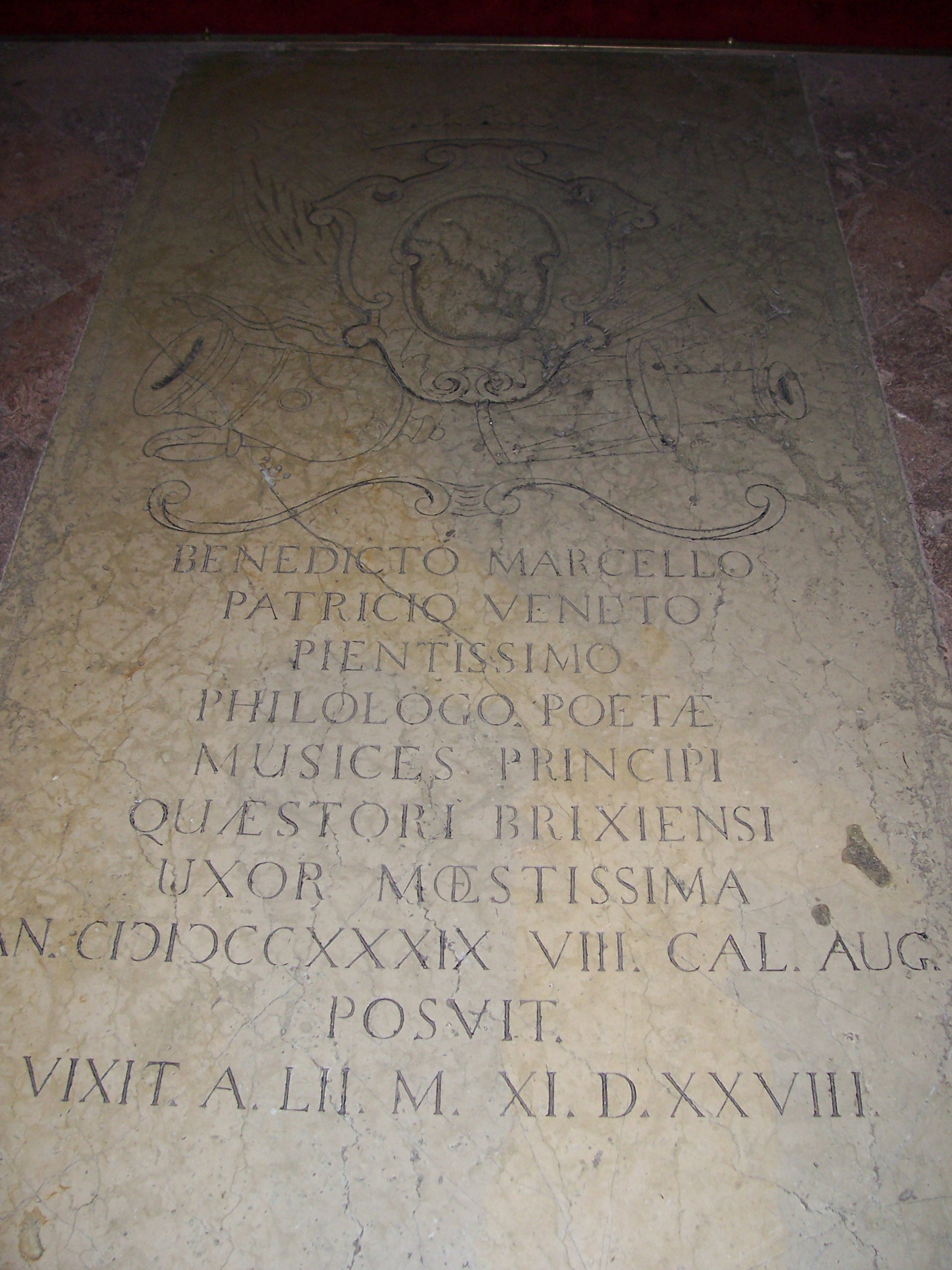
La lapide tombale di Benedetto Marcello